# نخست‌وزیر اردن
نخست‌وزیر اردن (به عربی: رئيس وزراء الأردن)، رئیس دولت پادشاهی هاشمی اردن است.
نخست‌وزیر در اردن از سوی پادشاه اردن انتخاب می‌شود و پس از آن می‌تواند کابینهٔ خود را معرفی کند. مجلس اردن سیاست‌ها و برنامه‌های نخست‌وزیر را تأیید یا رد می‌کند و پس از آن رسماً دولت جدید می‌تواند فعالیت کند. در قانون اساسی هیچ محدودیتی برای دورهٔ نخست‌وزیری نیست، چند تن از نخست‌وزیران اردن به‌طور ناپیوسته خدمت کرده‌اند.